# Aloína
La aloína es un compuesto amargo y amarillento aislado de la planta de aloe. Se usa como estimulante y laxante, así como para tratar el estreñimiento, mediante movimientos inductores de la defecación. El compuesto se presenta en el látex del aloe amarillo que exuda debajo de la superficie de las hojas de la planta, y no se encuentra en el gel comúnmente usado para tratar eventos dermatológicos. 

## Estructura y preparación
La aloína se extrae de fuentes naturales como una mezcla de dos diastereoisómeros, llamados aloína A (también conocida como barbaloína) y aloína B (o isobarbaloína), las cuales tienen propiedades químicas similares. La aloína es un glicósido antraquinónico, lo que significa que su esqueleto de antraquinona se ha modificado por la adición de una molécula de azúcar. Las antraquinonas son una familia común de pigmentos naturalmente amarillos, anaranjados y rojos, de los cuales muchos poseen propiedades catárticas, atributos compartidos también por la aloína.
La aloína generalmente se prepara por extracción a partir del látex del aloe, un exudado amarillento que emana del anverso de la piel de las hojas de aloe. El látex, conocido como 'jugo de aloe', se deshidrata a continuación y se convierte en polvo para obtener el producto final, a menudo en forma de tabletas o de bebestible, a pesar de que la aloína no tiene buena estabilidad en soluciones acuosas. Los productos derivados del gel de la planta de aloe no contiene cantidades apreciables de aloína, y no se ha probado su efectivicad en ninguna enfermedad o condición cuando se toma oralmente.

## Efectos
Una vez ingerida, la aloína incrementa las contracciones peristálticas en el colon, lo que induce la defecación. La aloína también impide que el colon reabsorba agua desde el tracto gastrointestinal. Esto ocurre porque la aloína abre los canales de cloruro de la membrana colónica.
En dosis más altas, estos efectos pueden provocar la pérdida del balance electrolítico, diarrea, y dolor abdominal, los que son efectos secundarios comunes del fármaco. Ya que la aloína puede causar contracciones uterinas, las mujeres embarazadas deben evitar la ingesta de productos que contienen aloe.
Los remedios derivados de plantas que contienen aloína y otras antraquinonas se han usado como medicinas tradicionales desde la antigüedad, pero sus riesgosos efectos secundarios hacen que generalmente no sea adecuado mantener la aloína en el hogar ni darle un uso diario.